# Lily Aldridge
Ne pas confondre avec le personnage Lily Aldrin du feuilleton How I Met Your Mother
Pour les articles homonymes, voir Aldridge.
Lily Aldridge, née le 15 novembre 1985 à Santa Monica, est une mannequin américaine. Depuis 2009, elle est un Ange de la marque de lingerie Victoria's Secret.

## Biographie
Lily Aldridge est née à l'hôpital St John à Santa Monica, en Californie. Elle est la fille de l'illustrateur anglais Alan Aldridge et de l'ancienne playmate Laura Lyons. Saffron Aldridge, sa demi-sœur, fut le visage de la marque Ralph Lauren dans les années 1990. Son demi-frère, Miles Aldridge, est un photographe de mode marié au mannequin américain Kristen McMenamy (en).
Elle a également une sœur, Ruby Aldridge, qui est aussi mannequin.

### Carrière
À l'âge de dix-sept ans, Lily pose en couverture du Vogue espagnol d'août 2003.
Elle apparaît également dans les pages des magazines de mode tels que Glamour, Cosmopolitan, Teen Vogue, et Elle Girl.
En 2009, Lily Aldridge participe à son premier défilé pour Victoria's Secret. En 2010, elle se fait connaitre en devenant un Ange de la marque de lingerie.
En 2011, Lily Aldridge pose en couverture du magazine Numéro de janvier et du GQ (Colombie) de février avec Lindsay Ellingson, Erin Heatherton et Candice Swanepoel.
Le même mois, elle apparaît dans un éditorial pour le magazine V avec ses collègues de Victoria's Secret.
Elle participe également à la campagne publicitaire printemps 2011 de la marque Rag & Bone.
En 2013, elle crée une collection de prêt-à-porter en collaboration avec la marque Velvet,,. Elle recommence l'année suivante.
Toujours en 2013, elle devient l'égérie de la marque américaine XOXO.
En 2014, elle fait avec Nina Agdal et Chrissy Teigen la couverture du magazine Sports Illustrated Swimsuit Issue. Cette édition célèbre le 50e anniversaire de ce numéro spécial de Sports Illustrated.

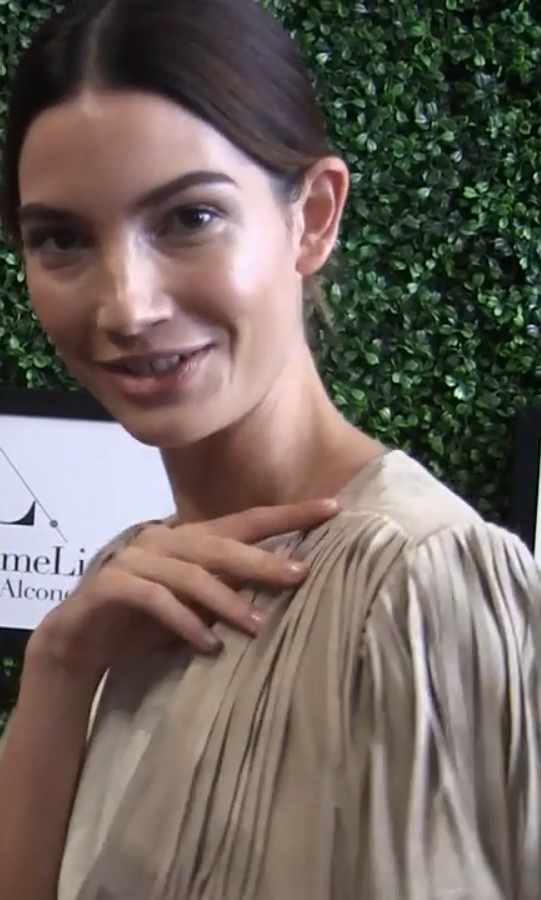
Lily Aldridge en 2015.

En 2015, elle est choisie pour porter le  « Fantasy Bra » lors du défilé annuel Victoria's Secret, un soutien-gorge orné de 14 sortes de gemmes différentes (topaze, saphir jaune...) conçu par le joaillier Mouawad d'une valeur de deux millions de dollars.
Lily Aldridge a posé en couverture de nombreux magazines comme Vogue, Elle , Glamour, Tatler, The Edit, GQ, L'Officiel, Lui ou encore MAXIM. Elle est apparue dans les éditoriaux de L’Uomo Vogue, Teen Vogue, V Magazine, Vanity Fair, W Magazine, Harper's Bazaar, Lucky, Purple, et Love Magazine, entre autres.
Au cours de sa carrière, elle apparaît dans les campagnes publicitaires des marques Carolina Herrera, Michael Kors, Salvatore Ferragamo, Saks Fifth Avenue, J Brand, Tommy Hilfiger, Alberta Ferretti, Levi’s, Banana Republic, Ralph Lauren ou encore Bulgari.

### Vie privée
Lily Aldridge rencontre Caleb Followill, le chanteur du groupe Kings of Leon à un festival de musique en 2007. Ils se fiancent en septembre 2010 et se marient le 12 mai 2011. Ensemble, ils ont deux enfants : Dixie Pearl, née le 21 juin 2012 et Winston Roy, né le 29 janvier 2019. Le mannequin Erin Heatherton est la marraine de sa fille.

## Filmographie

### Télévision
- 2014 : 2 Broke Girls : elle-même

### Clip
- 2015 : Bad Blood de Taylor Swift : Frostbyte